# كلينتون هارت ميريام
كلينتون هارت ميريام (بالإنجليزية: Clinton Hart Merriam)‏ (5 ديسمبر 1855 - 19 مارس 1942) كان عالم حيوانات أمريكي، متخصص في الثدييات وعلم الطيور وعلم الحشرات وعلم الأعراق، وتاريخ طبيعي.

## روابط خارجية
- كلينتون هارت ميريام على موقع الموسوعة البريطانية (الإنجليزية)